# 汪宗翰
汪宗翰，字栗庵，湖北省通山县汪家畈人。清末政治人物，学者。

## 生平
光绪五年（1879年）己卯科举人，大挑知县。光绪十六年（1890年）庚寅科会试，中进士，钦点主事，签分吏部。光绪二十二年（1896年）调补甘肃镇县知县，加同知衔。光绪二十八年（1902年）在兰州任辛丑乡试同考官，调补敦煌县知县，携老母及幼子出关就职。三十年（1904年）大计卓异，赏戴五品衔花翎。三十二年（1906年）调兰州，三十四年（1908年）调署华亭县事，接补张掖县知县。宣统元年（1909年）复调吏部任职，晋中宪大夫。汪宗翰精金石、通书画，且善诗词。